# پرده بامبو

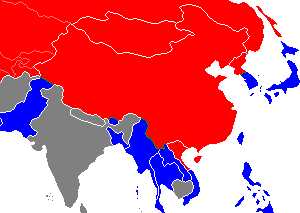
اتحادهای جنگ سرد آسیای شرقی در سال ۱۹۵۹. توجه داشته باشید که در آن زمان، لائوس با ایالات متحده متحد بود، زیرا پاتت لائوی کمونیست در سال ۱۹۷۵ این کشور را فرا گرفت. همچنین ویتنام شمالی و جنوبی هنوز متحد نشده بودند.

پرده بامبو مرزبندی سیاسی جنگ سرد میان کشورهای کمونیستی شرق آسیا، به ویژه جمهوری خلق چین، و کشورهای سرمایه‌داری و غیرکمونیستی شرق، جنوب و جنوب شرقی آسیا است. در شمال و شمال غربی کشورهای کمونیستی چین، اتحاد جماهیر شوروی، ویتنام شمالی، کره شمالی و جمهوری خلق مغولستان قرار داشتند. در جنوب و شرق کشورهای سرمایه‌داری و غیرکمونیستی هند، پاکستان، ژاپن، اندونزی، مالزی، سنگاپور، فیلیپین، تایلند، تایوان، کره جنوبی، هنگ کنگ بریتانیا و ماکائو پرتغال قرار داشتند. پیش از جنگ‌های هندوچین، بلوک غیرکمونیستی شامل هندوچین فرانسه و کشورهای جانشین آن ویتنام جنوبی، لائوس و کامبوج بود. با این حال، پس از جنگ، کشورهای جدید ویتنام، لائوس و کمپوچیای دموکراتیک به کشورهای کمونیستی تبدیل شدند. به ویژه، پس از جنگ کره، منطقه غیرنظامی کره به نماد مهم این تقسیم آسیایی تبدیل شد (اگرچه خود اصطلاح پرده بامبو به ندرت در آن زمینه خاص استفاده می‌شود).
اصطلاح رنگارنگ پرده بامبو از پرده آهنین گرفته شده‌است، اصطلاحی که به‌طور گسترده در اروپا از اواسط دهه ۱۹۴۰ تا اواخر دهه ۱۹۸۰ برای اشاره به مرزهای کمونیستی آن منطقه استفاده می‌شد. این اصطلاح کمتر از پرده آهنین استفاده می‌شد، زیرا در حالی که پرده دومی برای بیش از ۴۰ سال نسبتاً ثابت باقی ماند، پرده بامبو اغلب جابجا می‌شد و تا حدودی کمتر ثابت بود. همچنین به دلیل عدم انسجام در بلوک کمونیستی شرق آسیا، که منجر به انشعاب چین و شوروی شد، این توصیف کمتر دقیقی از وضعیت سیاسی در آسیا بود. در طول جنگ سرد، دولت‌های کمونیستی در مغولستان، ویتنام و لائوس متحدان اتحاد جماهیر شوروی بودند، اگرچه گاهی اوقات با چین همکاری می‌کردند، در حالی که رژیم پول پوت در کامبوج به چین وفادار بود. پس از جنگ کره، کره شمالی از جانبداری بین شوروی و چین اجتناب کرد. (از زمان پایان بلوک کمونیستی در آسیا، کره شمالی روابط خوبی با روسیه و چین دارد، اگرچه روابط بین این کشورها در دوران مدرن تیره شده‌است)
در طول انقلاب فرهنگی چین، مقامات چینی بخش‌هایی از پرده را تحت یک نوع قفل قرار دادند و ورود یا خروج از کشور را بدون اجازه دولت چین ممنوع کردند. بسیاری از پناهجویان بالقوه که قصد فرار به کشورهای سرمایه‌داری را داشتند از فرار منع شدند. تفریحات‌های گاه و بیگاه منجر به ورود موجی از پناهندگان به مستعمره تاج بریتانیا در هنگ کنگ شد.
بهبود روابط بین چین و ایالات متحده در سال‌های آخر جنگ سرد، این واژه را کم و بیش منسوخ کرد، به جز زمانی که این اصطلاح به شبه‌جزیره کره و شکاف بین متحدان ایالات متحده و متحدان اتحاد جماهیر شوروی در جنوب شرقی آسیا اشاره می‌کرد. امروزه، منطقه غیرنظامی که کره شمالی و جنوبی را از هم جدا می‌کند، معمولاً به همان عنوان منطقه غیرنظامی توصیف می‌شود. پرده بامبو اغلب برای اشاره به مرزها و اقتصاد محصور برمه استفاده می‌شود (اگرچه این پرده در سال ۲۰۱۰ باز شد). از آن زمان پرده بامبو جای خود را به مدلی تجاری به نام شبکه بامبو داده‌است.